# Marko Marulić

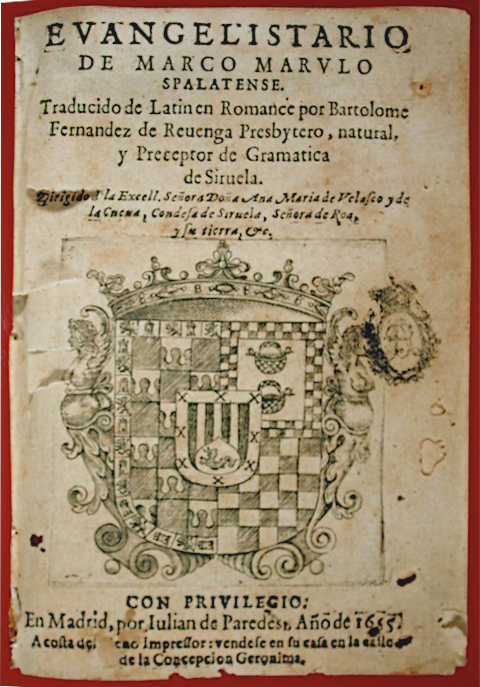
A horvát címert tartalmazó Marko Marulić Evangelistariuma, mely 1655-ben Madridban jelent meg.

Marko Marulić, magyar átírásban Marulics Márk (Spalato, 1450. augusztus 18. – Spalato, 1524. január 5.) horvát költő. Latin nyelvű moralizáló prózai művekkel kezdte irodalmi pályafutását, majd lírai alkotásaiban a vallásos, feudális szellemet reneszánsz elemekkel ötvözte. Humanista költő, akinek horvát nyelvű főműve a Judita (Judit, 1521).

## Életrajza
1450-ben született Spalatóban (Splitben), majd Raguzában (Dubrovnikban) telepedett le. Régi nemesi család gyermeke volt (korábbi nevük: Pecinić, Pečenić). Padovában fejezte be egyetemi tanulmányait, ahol széles körű teológiai és humanista műveltséget szerzett. Szülőföldjére visszatért, és egy ideig ügyvéd, majd később bíró volt. Ifjúkori kicsapongásai levezekléseképpen harmincéves korában visszavonult a világtól, és az irodalomnak és a tudományoknak szentelte további életét.
Latin nyelvű moralizáló művekkel kezdte irodalmi pályafutását a reneszánsz humanista költő. Tehetséges volt mint költő, teológus, történész, archeológus és mint műfordító is. Kora délszláv irodalmának egyik legkiemelkedőbb alakja. A 15. század – 16. század fordulóján alkotott és egyszerre képviselte a középkorra jellemző vallásos, feudális szellemet és a reneszánsz humanizmusát.
Élete horvát nyelvű főművében, a Juditban kora lelkiismeretét ébresztgette a népet és a városát közvetlen pusztulással fenyegető török veszedelem ellen. Ez a figyelmeztetés allegorikus volt, de kortársai olyannyira megértették; hogy műve egymás után három kiadást ért meg. (Az első 1521-ben, Velencében). A szülővárosát, Bethuliát pusztulástól megmentő, bibliai Judit történetét dolgozta fel az eposz. Latin nyelvű főművét, a De institutione bene vivendit először 1506-ban nyomtatták ki, hamarosan Európa-szerte harmincöt kiadást ért meg. 1524-ben hunyt el.

## Munkássága
Munkáit elsősorban a török veszély, a kereszténység és népének sorsa feletti aggodalom ihlették. Írt latinul és horvát népnyelven is. Ő és humanista délszláv költőtársai szlovineknek és délszlávoknak nevezték magukat, cirill és latin betűs szerelmi lírájuk a trubadúr költészet.
Latin moralizáló alkotásai – De institutione bene vivendi (A helyes életmód szabálya, 1506); Quinquaginta parabola (Ötven parabola, 1510); Evangelistarium (1516); De humilitate et gloria Christi (Krisztus megaláztatása és dicsősége, 1519); Dialogus de laudibus Herculis (Dialógus Herkules dicséretéről, 1524) – háromszáz éven át a katolikus egyházi gyakorlat részét képezték, és Európa-szerte igen sok kiadást értek meg, számos nyelvre lefordították őket. Latin alkotásainak jó része kéziratban megmaradt, de közülük sok elveszett.
Szűkebb hazájában elsősorban horvátul írott munkái tették híressé. Fő műve két eposz, a hat énekből álló, horvát népnyelven írott Judita (Judit, 1521), valamint az 1954-ben fellelt, latin nyelvű, tizennégy énekből álló Davidias. A bibliai témákat mindkét esetben hazafias tartalom hatja át, Judit és Dávid történetén keresztül a horvát népnek a törökökkel vívott harcát mutatta be. A pápa fegyveres beavatkozását a törökellenes harcokba sürgette az Epistola ad Adrianum VI (Episztola VI. Adorjánhoz, 1522) című költeményében. A hazaszeretet ihlette Tuženje grada Hjeruzolima (Jeruzsálem siratása), valamint Molitva suprotiva Turkom (Imádság a törökök ellen) című költeményeit, amelyek közül az utóbbiban a török megszállás alatti területeken élők szenvedéseit írta le.
Szatirikus költeményei közül kiemelkedik a Dobri nauci (Jó tudományok), amelyben a szerzetesek kicsapongásait támadta, a Poklad i korizma (Farsang és nagyböjt), valamint a Historia od Suzane čiste (A tiszta Zsuzsanna története) című munkája. Átköltötte a Disticha moralia Catonis (Cato erkölcsi disztichonjai) középkori kéziratot, valamint Kempis Tamás Krisztus követése című művét A dulkjai pap krónikája cím alatt.

## Emlékezete
Az 1993-ban kibocsátott 500 kunás bankjegyen az ő arcképe van.

## Magyarul megjelent művei
- Judit; ford., bev., jegyz. Lőkös István; Eötvös, Budapest, 1999 (Eötvös klasszikusok)
- Zsuzsánna / Jeruzsálem városának panasza / Imádság a török ellen; ford. Lőkös István; Eötvös, Budapest, 2007 (Eötvös klasszikusok)